# Puntius hexazona
Puntius hexazona es una especie de peces de la familia de los Cyprinidae en el orden de los Cypriniformes.

## Morfología
Los machos pueden llegar alcanzar los 5,5 cm de longitud total.

## Hábitat
Es un pez de agua dulce.

## Distribución geográfica
Se encuentra en Malasia, Indonesia (Sumatra), Borneo y en la cuenca del río Mekong.